# BG Indi
Désignations
BG Indi (en abrégé BG Ind), également désignée Kappa1 Indi (κ1 Ind) est une étoile multiple de la constellation australe de l'Indien. Sa magnitude apparente de base est de 6,14, ce qui signifie qu'elle est visible à l'œil nu sous des conditions très favorables. D'après la mesure de sa parallaxe annuelle par le satellite Gaia, le système est distant d'environ 51 pc (∼166 al) de la Terre. Il s'éloigne du Système solaire à une vitesse radiale de +19 km/s.

## Nomenclature
Le système est plus connu sous sa désignation de BG Indi. Il s'agit de sa désignation d'étoile variable, un nom unique donné aux étoiles variables basé sur leurs constellations et selon l'ordre dans lequel leur variabilité a été découverte. Le système porte également la désignation de Bayer de κ1 Indi, latinisé en Kappa1 Indi.

## Propriétés
BG Indi consiste en quatre étoiles qui sont organisées en deux paires compactes en orbite. Sa paire la plus brillante est connue comme BG Indi A, et consiste en deux étoiles jaune-blanc de la séquence principale désignées Aa et Ab. En tant qu'étoiles de type F, elles sont plus massives, plus grandes, et plus chaudes que le Soleil, et elles ont une métallicité de −0,2 ± 0,1, ce qui indique qu'elles sont moins riches en métaux que le Soleil. BG Indi A est âgée d'environ 2,65 milliards d'années, et sa composante la plus massive commence à quitter la séquence principale.
BG Indi Aa et Ab tournent l'une autour de l'autre selon une orbite circulaire d'une période de 1,46 jour. Périodiquement, une des deux étoiles passe devant l'autre, bloquant sa lumière, ce qui en fait une binaire à éclipses. Ainsi, sa magnitude apparente varie entre 6,11 et 6,36. Son statut de binaire à éclipses a été confirmé par J. Manfroid et G. Mathys en 1984.
Les deux autres étoiles, désignées BG Indi Ba et Bb, forment la paire BG Indi B. Toutes deux sont des naines oranges moins massives que le Soleil, qui tournent l'une autour de l'autre selon une orbite plus serrée de 0,53 jour. Cette paire est elle-même une binaire à éclipses avec une variation de luminosité d'une amplitude de 0,011 magnitude.
Collectivement, BG Indi A and B orbitent l'une autour de l'autre avec une période de 720,9 jours et selon une excentricité de 0,209. Les trois orbites du système sont probablement plus ou moins coplanaires. BG Indi est le système d'étoiles quadruple constitué de deux binaires à éclipses le plus proche de la Terre.